# Арголидски залив
Арголидски залив или Навплийски залив (на гръцки: Αργολικός κόλπος) е залив на Егейско море, разположен покрай източното крайбрежие на полуостров Пелопонес в южната част на Гърция. Дължината му от север на юг е 50 km, ширината на входа е 20 km, в средната част – 30 km, в дъното – 7 km, дълбочината е до 823 m. Арголидският залив е най-големият от трите залива, намиращи се покрай южните брегове на полуостров Пелопонес. Разположен е между полуостров Арголида на североизток и бреговете на нома Аркадия на запад. Западните му брегове са стръмни и скалисти, а северните и североизточните – равнинни. В североизточната му част, в близост до бреговете на Арголида, се намират малките островчета Ромви, Платия и Псил, а в източната част на входа му – по-големият остров Спеце. В северната му част се вливат реките Инахос и Танос. Приливите му са полуденонощни с височина около 0,5 m. На северния му бряг е разположено пристанището Навплио, административен център на нома Арголида.